# Antipodactis awii
Antipodactis awii is een zeeanemonensoort uit de familie van de Antipodactinidae. De wetenschappelijke naam van de soort is voor het eerst geldig gepubliceerd in 2009 door Rodríguez, López-González & Daly.